# Jakob Eugster (Mediziner)
Jakob Eugster (* 20. August 1891 in Hundwil; † 17. Februar 1974 in Muri bei Bern; heimatberechtigt in Speicher) war ein Schweizer Arzt und Professor für Geomedizin und allgemeine Hygiene. Für seine Arbeiten zum endemischen Kropf wurde Eugster 1935 mit dem Schweizer Wissenschaftspreis Marcel Benoist ausgezeichnet.

## Wirken und Ehrungen
Jakob Eugster war ein Sohn von Howard Eugster und Neffe von Arthur Eugster. Sein Schwiegervater war Otto Naegeli. Eugster studierte an den Universitäten Genf, Bern und Zürich Medizin und arbeitete nach seinem Staatsexamen zunächst als Landarzt in Roggwil BE. Im Jahr 1920 erwarb er den Doktortitel in Medizin.
Ab 1937 lehrte er an der Universität Zürich, zunächst als Privatdozent und von 1950 bis 1959 als Titularprofessor Geomedizin. 1935 erhielt Eugster den Schweizer Wissenschaftspreis Marcel Benoist für seine Arbeiten zur Vererbung und zur Prophylaxe des endemischen Kropfs. Gemäss den Gutachtern konnte Eugster mit seinen statistischen Untersuchungen aufzeigen, dass der endemische Kropf umweltbedingt verursacht und nicht durch Vererbung hervorgerufen wird. Ab 1933 beschäftigte sich Eugster, zusammen mit dem späteren Nobelpreisträger Victor Franz Hess, mit der kosmischen Strahlung und ihrer biologischen Wirkung.

## Werkauswahl
- Zur Erblichkeitsfrage der endemischen Struma : Genetische Untersuchungen über die Ursachen des Kropfes, 1934–1936
- Die Weltraumstrahlung (Kosmische Strahlung) und ihre biologische Wirkung, 1940 (unter Mitarbeit von Victor Franz Hess)
- Die mutagene Wirkung der kosmischen Strahlung (KS) in menschlichem Gewebe (Epidermis), 1963
- Die Forschung nach ausserirdischem Leben : wissenschaftliche Grundlagen zu einer Kosmobiologie, 1969